# Lengua transfronteriza
Una lengua transfrontera, lengua transfronteriza o lengua fronteriza, o simplemente lengua de frontera, se refiere a una determinada lengua hablada por un grupo étnico, una tribu o una nación, situada en un área geográfica repartida entre dos o más países reconocidos internacionalmente y que tienen una frontera terrestre o marítima que separa o corta esa región en dos o más partes. Las lenguas fronterizas son particularmente comunes en África debido a su herencia colonial, aunque de todas maneras también se las ubica en otras regiones habitadas por seres humanos.

## Tipos o clases
Las lenguas transfronterizas son de cuatro clases, ya que con las mismas es posible definir una tipología basada tanto en el tamaño del área geográfica donde esa lengua en cuestión es utilizada, como en el tamaño de la población hablante.
Según el criterio geográfico, las lenguas fronterizas se dice que son «internacionales limitadas» o simplemente «internationales».
- Se dice que son «internacionales limitadas», con o sin estatuto oficial, cuando ellas se reparten en una pequeña área geográfica respecto del tamaño de los países involucrados.
- Se dice que son «internacionales» cuando están situadas en una o varias áreas geográficas (regionales o continentales) con un estatuto oficial al menos en uno de los países involucrados.

Según el criterio de la población, las lenguas fronterizas se dice que son «simétricas» o «asimétricas».
- Las lenguas fronterizas «simétricas» son lenguas habladas por pequeños o grandes grupos lingüísticos en los dos lados de una frontera internacional. Numerosas son las lenguas en esta situación que pueden parecer insignificantes, pero que de todas maneras juegan un rol especial e importante en la interacción y la integración a ambos lados de una frontera, incentivando allí aspectos económicos, comerciales y culturales.
- Las lenguas fronterizas «asimétricas» son habladas por grandes grupos de un lado de la frontera y por pequeños grupos del otro lado. Y dado que estas lenguas son dominantes al menos en uno de los países involucrados, obviamente allí hay potencial para que sean utilizadas en amplias zonas y según los medios y los intereses de sus locutores.[4]

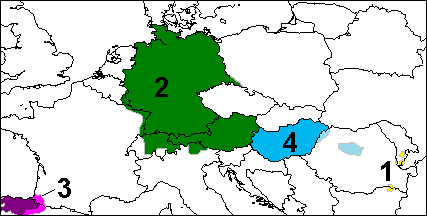
Tipos (clases) de lenguas fronterizas
1 - Simétrico y limitado: la lengua gagauza en amarillo
2 - Simétrico e internacional: el alemán en verde
3 - Asimétrico y limitado: el vasco en color malva
4 - Asimétrico e internacional: el húngaro en azul.

Particularicemos ahora en las cuatro clases resultantes de esta tipología.
1. Simétrico y limitado, como la lengua gagauza hablada por 250 000 personas, de las cuales aproximadamente unas 170 000 en Moldavia sin reconocimiento internacional. El gagauzo se habla asimismo en varias comunidades en Ucrania y Rumania, así como en Bulgaria. Otro ejemplo es el ojibwé hablado en América, en el entorno de los Grandes Lagos, en un área situada sobre o cerca de la frontera entre Estados Unidos y Canadá. Este tipo de lenguas simétricas y limitadas son las más numerosas, las más diversificadas y también las más amenazadas de extinción. Además, estas lenguas tienen poco o ningún reconocimiento a ambos lados de la frontera, poco apoyo a nivel oficial o de otras fuentes, y representan la mayoría de las lenguas transfronterizas a nivel de todo el mundo.
2. Simétrico e internacional, como el alemán, que es una lengua oficializada desde hace tiempo en Austria, y allí con el mismo estatuto lingüístico oficial que en Alemania. Por cierto, es igualmente una lengua hablada en otros varios países y con presencia en otros más a través de minorías que se identifican tanto por conservar sus tradiciones y su cultura de origen, como por hacer uso cotidiano del idioma en el entorno familiar y comunitario; se estima que el alemán es hablado al menos por 120 millones de personas aproximadamente, sin contar aquellos que lo tienen como su segunda lengua.[5] Es en beneficio de este tipo de lenguas simétricas e internacionales que otras de menor porte e influencia terminan por desaparecer. Este grupo de lenguas importantes, cada una con mucha influencia sobre sus vecinos y a nivel internacional, cada una también con gran número de hablantes y, por cierto, como grupo no tan numerosas a nivel mundial, son, la mayoría de ellas, encubiertas y sutiles «empresas de lingüicidio».[6][7][8] Y el informe de la UNESCO sobre las lenguas en peligro, sin duda demuestra, por ejemplo, que el francés, que naturalmente se clasifica en esta categoría, amenaza seriamente 26 lenguas o dialectos dentro de las propias fronteras de Francia,[9] así como otras 13 lenguas adicionales en Quebec.[10]
3. Asimétrico y limitado: el vasco, por ejemplo, es reconocido como lengua oficial junto con el español en las tres provincias del País Vasco (y además tiene reconocimiento regional parcial en Navarra) pero en el País Vasco francés no hay ningún reconocimiento; de donde surge con claridad la asimetría. Por su parte, el wólof, sabir de facto es mayoritario en Senegal, ya que allí lo habla el 80 % de la población y es también una lengua muy minoritaria en Mauritania, donde por cierto no hay ningún estatuto oficial, dándose entonces de esta manera una clara asimetría.
4. Asimétrico e internacional, como, por ejemplo, el húngaro, una lengua claramente minoritaria en Rumania (Transilvania), así como en Eslovaquia, en Serbia (Voivodina), con o sin derechos menores en todos los países limítrofes de Hungría, aunque como es de suponer, solo en Hungría es lengua oficial. El ruso, por su parte, fue muy marginalizado últimamente en Kazajistán (si lo comparamos con su gran predominancia pasada), como consecuencia de una nueva política lingüística orientada a minimizar la influencia rusohablante, la cual representa en la actualidad aún cerca del 30 % de la población total. A pesar de este aspecto negativo y del propio desmembramiento de la URSS, con la inevitable pérdida de influencia en todas las ex-repúblicas, el idioma ruso continúa siendo una lengua internacional de trascendencia.

### Cambios de estatuto

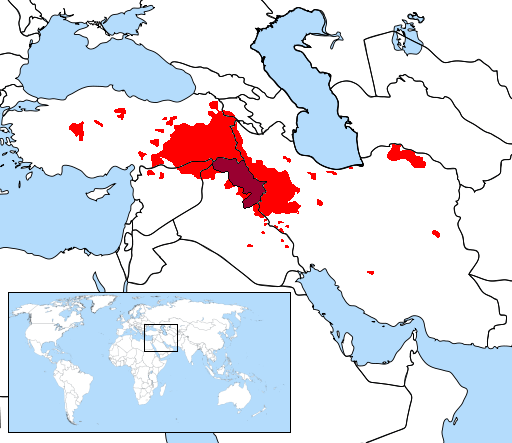
Estatuto oficial del idioma kurdo (en la imagen el árabe en rojo fuerte) en el Kurdistán iraquí

Por causa de circunstancias políticas, en un determinado momento ciertas lenguas pueden cambiar su estatuto. El kurdo, por ejemplo, que es una lengua minoritaria en Turquía, Siria, Irán e Irak, hasta no hace tanto era clasificada como una lengua «simétrica y limitada», pero gracias al reconocimiento lingüístico acordado por la nueva constitución iraquí sobre el estatuto oficial del kurdo en el Kurdistán iraquí, ahora puede ser considerado como una lengua transfronteriza «asimétrica y limitada» (referéndum del 15 de octubre de 2005). Obviamente, este cambio da mayor peso a esa lengua en cuanto a su supervivencia, a la vez que aporta esperanza y confianza en otras comunidades lingüísticas limítrofes.

### Diferencia de población
En lo que concierne a las lenguas transfronterizas limitadas (asimétricas o simétricas), conviene señalar que el tamaño en población de los países involucrados es importante e incide en esta cuestión, por lo que debe ser tomado en cuenta. Una lengua minoritaria pero inserta en un pequeño país, tal vez puede tener más incidencia relativa que una lengua hablada por un gran contingente de locutores, si está inserta en un país grande en extensión territorial y en población.
Las gentes que hablan hausa son en total 25 millones, de los cuales 18 millones se encuentran en Nigeria, donde la población total allí es de 140 millones (en números redondos). Obviamente, los nombrados son un grupo lingüístico numeroso, pero minoritario en Nigeria, pues allí solamente representan el 13 % de los nigerianos. Por el contrario, los hausas de Níger solamente son 5 millones pero sobre una población del país de 11 millones, por lo que allí representan una proporción lingüística más importante que en Nigeria, con un 45 % (casi la mitad de la población). La conclusión, por tanto, es evidente: el hausa tiene más importancia relativa (como lengua) en Níger que en Nigeria.

## Criterios
La continuidad territorial es parte integrante de la definición del concepto tratado en el presente artículo. Y las lenguas internacionales a menudo son también lenguas transfronterizas. Cuando una lengua transfronteriza está presente en varios países, como es notoriamente el caso del árabe, cuya influencia se extiende con sentido de continuidad geográfica desde Mauritania hasta Irak, notoriamente es también lengua internacional (imposible argumentar otra cosa, imposible categorizar de otra forma).
Obviamente, las lenguas no transfronterizas pueden ser de dos diferentes tipos: o bien son lenguas internacionales o bien no lo son. No obstante, y si no se es cuidadoso y estricto, se corre el riesgo de pensar que toda lengua internacional es también transfronteriza. El inglés, por ejemplo, se convirtió con naturalidad en lengua internacional mundial debido al aumento del intercambio de bienes y servicios en las altas esferas económicas, aunque fue de hecho lengua transfronteriza como consecuencia de la conquista de Irlanda por parte de Inglaterra (léase: Conquista de Irlanda por Cromwell, Colonizaciones de Irlanda), y en una segunda etapa como consecuencia de la colonización inglesa de Norteamérica, seguida luego de la formación de dos grandes países: Estados Unidos y Canadá.
Si una lengua no es inicialmente transfronteriza por su situación geográfica, o por razones histórico-culturales, como es el caso del vietnamita y del japonés, con el devenir de los años tiene menos probabilid de ser empleada en los intercambios transfronterizos y su uso queda restringido fundamentalmente al interior de un determinado país, sin llegar nunca a ser lengua internacional. Por cierto que hay notorias excepciones, y una de ellas es el idioma chino, lengua oficial en tres países y, por tanto, lengua internacional aunque no lengua transfronteriza al considerar esos tres países (por no haber continuidad geográfica entre ellos): [1] Singapur, que cuenta con un 77 % de chinos en su población, [2] Taiwán y [3] China.
Las lenguas transfronterizas tienen por lo general tienen muchos locutores de esa lengua materna en la zona fronteriza, y las excepciones son raras, pero cuando se dan, afectan a una lengua internacional transfronteriza.
El suajili, por ejemplo, es una excepción en sí misma, ya que es lengua materna para solamente 5 millones de personas en la zona costera de Kenia y Tanzania, pero también utilizada como lingua franca y lengua transfronteriza en once fronteras trasnacionales, donde concentra 55 millones de locutores. El suajili sirve como lengua de intercambio entre Burundi y la República popular democrática del Congo, pero a pesar del pequeño territorio cubierto fundamentalmente por locutores unilingües maternos, supo en su momento mestizarse con el árabe, transformándose así en una trascendente lengua de comunicación entre muchos pueblos africanos.

## Diferenciación entre lengua transfronteriza y lengua internacional

El portugués es una lengua internacional, aunque no una lengua transfronteriza.

Una lengua fronteriza es siempre una lengua internacional (al menos entre dos naciones, y quizás más), pero una lengua calificada como internacional no es necesariamente una lengua transfronteriza. Ejemplo de ello es el portugués, que sin duda debe ser calificado como internacional, pues es hablado en Angola, Brasil, Cabo Verde, Guinea-Bissau, Mozambique, Timor oriental, Santo Tomé y Príncipe y Portugal, áreas geográficas que no tienen ninguna continuidad geográfica entre ellas. Ninguno de estos países comparten frontera.
La continuidad territorial de una lengua debe tenerse siempre en cuenta, porque de una u otra forma provoca una diferenciación en el habla en la región fronteriza trasnacional. Una lengua transfronteriza se caracteriza por su aire geográfico y la repartición de sus locutores, y puede cumplir numerosas y diversas funciones a través de mecanismos sociales, culturales o económico-comerciales, así como funciones de tipo político, refugio, contrabando y tráfico de sustancias ilegales, manipulaciones político-partidarias, etc. Si una determinada lengua es hablada en dos diferentes países que no tienen continuidad territorial, como es el caso del francés de Canadá y de Francia, es preferible calificar esta particular situación lingüística como la correspondiente a una « lengua internacional» o una « lengua común». El francés es en sí mismo una lengua transfronteriza, en la frontera común entre Francia con, por ejemplo, Bélgica, Luxemburgo, Mónaco y Suiza, y en alguna medida también con Italia en la zona de Valle de Aosta.

## Lenguas transfronterizas y consecuencias
Los controles ejercidos sobre bienes y personas en una frontera rígida, implementados por una determinada nación (la aduana, la policía, los puestos militares, etc.), son como símbolos de soberanía nacional y eficaces medios para regularizar, controlar y administrar, aunque en muchos casos son percibidos como obstáculos para la circulación de personas y mercancías, así como fosos de separación o de alienación para las gentes que viven de ambos lados de la frontera.
Frecuentemente hay una identidad etnolingüística fundamental (o al menos cultural) a través de fronteras arbitrarias, la cual tiende a ser ignorada por parte de las naciones concernidas y sus respectivos funcionarios. Los sentimientos negativos y los rencores manifestados por integrantes de un mismo pueblo, dividido arbitrariamente por una frontera político-administrativa, se manifiesta en un reforzamiento de las redes sociales, comerciales y culturales al interior de dicho pueblo o de los grupos en ese tipo de situación, así como en la voluntad de esas personas de ignorar y repudiar esas fronteras en todo lo posible.
En consecuencia, allá donde existan fronteras entre naciones, aparecen dos tipos de nacionalismos: (A) o bien un nacionalismo etnolingüístico fundamental, facilitado por el quiebre o corte de una lengua (transfronteriza) común, símbolo y marca de identidad; (B) o bien los nacionalismos políticos se corresponden con los idearios de nación que se encuentran involucrados con la línea fronteriza.
Los conflictos surgen obviamente cuando los sentimientos tradicionales y/o los intereses comunes son violados, por uno u otro, o por ambos nacionalismos superpuestos, y por consecuencia, las gentes son impulsadas a reaccionar conjunta y solidariamente. Las lenguas transfronterizas tienden a valerse de diferentes sistemas de comunicación para una misma lengua a diferentes lados de la frontera, no solamente mediante expresiones distintas y tonadillas diferentes, sino incluso diversas normas ortográficas, etc. Esto debe agregarse a los costos del LP (Language Planning), lo que en buena medida crea problemas un tanto forzados y artificiales entre los pueblos involucrados y entre las naciones involucradas (en materia de enseñanza, en los medios de difusión, etc.).

## Estatuto de los hablantes

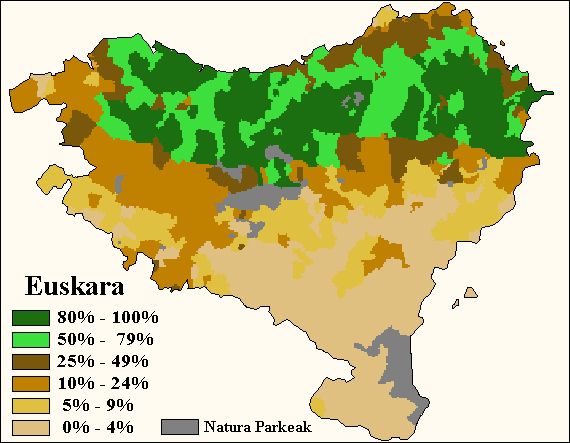
Distribución lingüística de la lengua vasca.

Existen naturalmente diferentes niveles de comprensión de una lengua transfronteriza, según el hablante de que se trate y el dominio lingüístico alcanzado. Por ejemplo, la lengua vasca puede ser un caso a estudiar, y algo similar también puede desarrollarse con muchas otras lenguas transfronterizas típicas, o sea, aquellas que son o se dicen « internacionales limitadas». La lengua que acabamos de mencionar, también llamada euskara o euskera, se habla en España y en Francia, y sus locutores pueden dividirse en cuatro grupos o categorías lingüísticas, según se detalla seguidamente.
1. El unilingüe de una lengua transfronteriza y en el caso analizado el unilingüe vasco, es una persona que solamente habla y domina el idioma vasco, a pesar de vivir en Francia o en España. El unilingüe vascohablante o unilingüe vasco, por tanto, es una persona que habla solamente el euskera y que habita en Francia o en España; como es de suponer, este grupo es muy poco numeroso, apenas un 0,7 % de los vascohablantes (unas 20 000 personas aproximadamente).
2. El bilingüe activo de una lengua transfronteriza es una persona que, además de la lengua fronteriza, habla y domina otro idioma. En el caso de que aquí nos ocupa, es una persona que habla dos lenguas, o bien francés/vasco, o bien español/vasco. Este grupo representa el 26,9 % de los vascohablantes, conjunto que a su vez puede dividirse en tres categorías.
  1. 40 % (de 26,9 %) bilingües con el francés o el español dominante.
  2. 29 % (de 26,9 %) bilingües equilibrados.
  3. 32 % (de 26,9 %) bilingües con el euskera dominante.
3. El bilingüe pasivo, en nuestro caso una persona que comprende y lee el vasco, pero que lo habla poco y con dificultad; este grupo representa el 15,3 % de quienes hablan vasco.
4. Por último, el unilingüe de una lengua oficial o de una lengua franca, en nuestro caso el unilingüe que no habla vasco y que habita en Vasconia, y que, por tanto, solamente conoce o el español o el francés; este grupo representa el 57,8 % de los habitantes en las provincias vascas y, como puede observarse, son una mayoría.

## Roles

### Rol propagandístico (extensión de ideas religiosas)

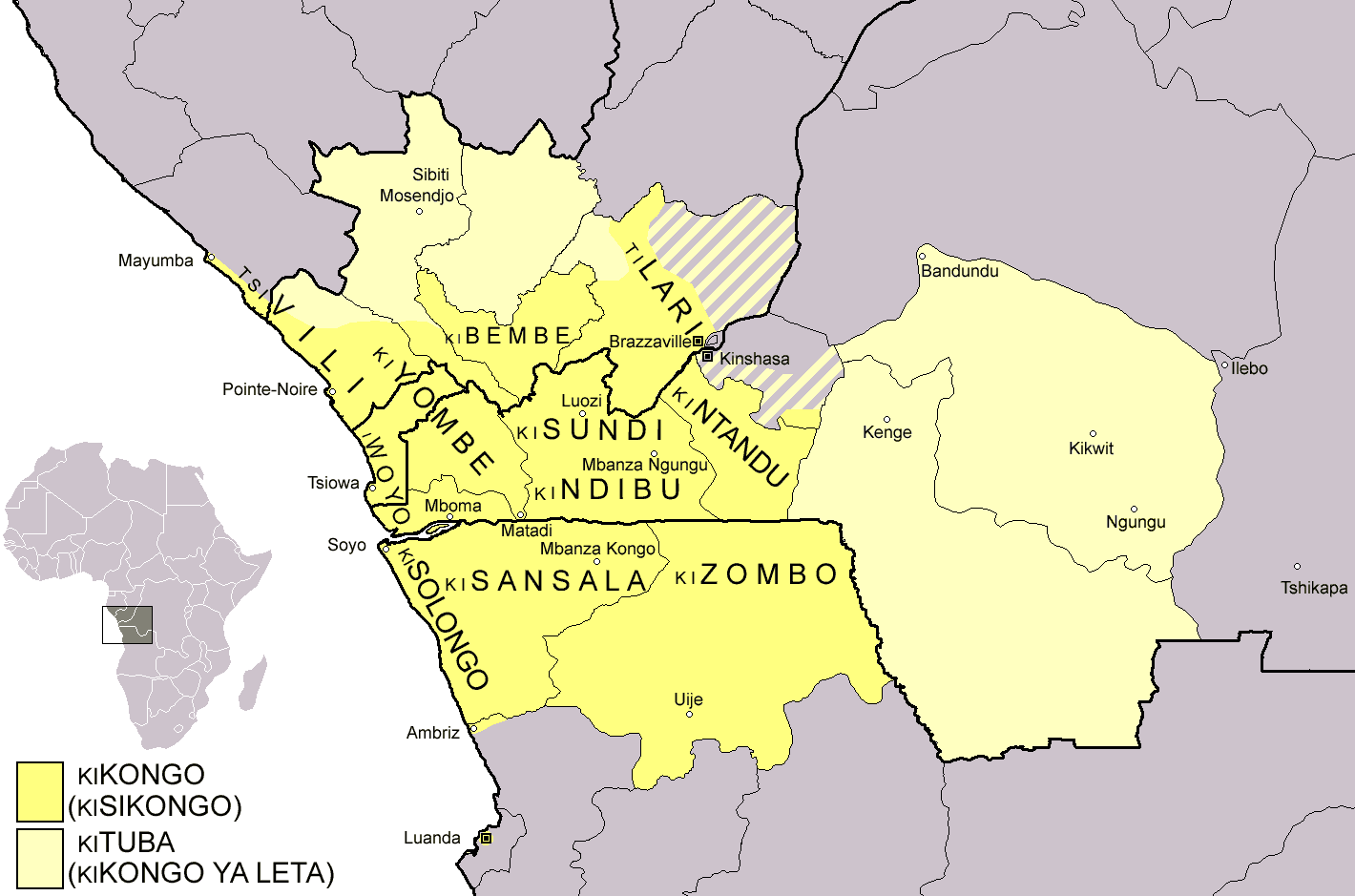
Distribución geográfica de las lenguas kongo y kituba.

Las diferentes lenguas juegan un rol importante en la difusión de las religiones. Las instituciones religiosas usan en prioridad las lenguas transfronterizas como verdaderas herramientas de propaganda, para convertir a un determinado grupo de personas en una cierta fe. Por ejemplo, muchas iglesias cristiana ayudan a evangelizar traduciendo la Biblia a un número cada vez creciente de idiomas; y asociaciones tales como el Summer Institute of Linguistics colaboran en esta tarea, muy especialmente así ayudando a evangelizar muchos pueblos en África (léase: evangelización practicada por la Iglesia Kibangui en el área lingüística del kikongo, 18 millones de locutores repartidos entre Angola, Gabón, y la zona oeste de los dos Congos). Hace ya más de un siglo, misioneros oblatos que vinieron al Congo, iniciaron su estadía aprendiendo esa lengua en Ipamu. Las religiones jugaron y juegan un rol decisivo en los procesos de socialización y de integración regional, lo que desafortunadamente en muchos casos también ensancha el campo de los conflictos, y agrava las situaciones de crisis.

### Rol económico y rol cultural
El rol económico de una lengua transfronteriza es el que más suele utilizarse. La economía de un país frente a la de otro obliga a usar una lengua internacional y/o transfronteriza porque facilita los intercambios. El inglés desempeña un papel importante en las relaciones de EE. UU. con Canadá, cuyos lazos económicos figuran entre los más complicados del mundo
La ‘’lengua transfronteriza’’ constituye un refugio. Son numerosos los vascos que se han refugiado en Francia durante las represiones franquistas. Muchos son también los hablantes de pastún que cruzan la línea Durand en dirección a Pakistán para huir de la miseria, de la represión de los talibanes o americanos en Afganistán. Todas esas personas que hablan una lengua transfronteriza, no figuran a menudo en los censos.
Les círculos políticos de numerosos países utilizan mayormente lenguas internacionales, en tanto que las lenguas transfronterizas se emplean de modo informal u oficial. Para resolver el conflicto de fronteras entre Etiopía y Eritrea, los dos países se pusieron de acuerdo para que el tigriña y el árabe fueran las lenguas de trabajo. 

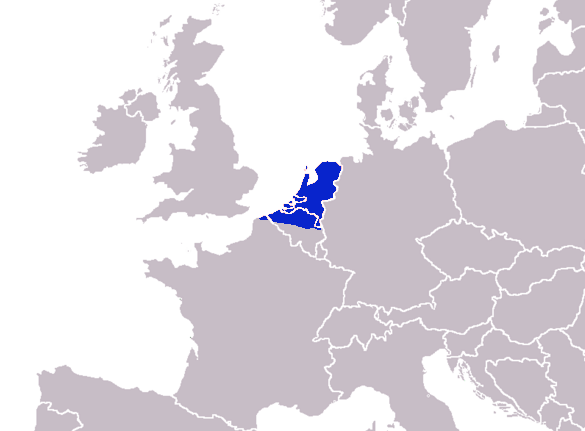
El neerlandés facilita los intercambios culturales y sociales.

La cultura raramente se puede disociar del bagaje lingüístico que la acompaña. Para un belga flamenco es fácil difundir un libro o una película en los Países Bajos. Esta lengua transfronteriza que es el neerlandés facilita los intercambios 
culturales y sociales.
El tráfico o el contrabando están muy difundidos entre las minorías lingüísticas transfronterizas porque representan un modo de subsistencia mediante métodos legales o ilegales, respectivamente. El mohawk su usa cuando los autóctonos de Quebec o de Onterio cruzan la frontera estadounidense-canadiense sin problemas porque su reserva se halla a caballo entre los dos países.
La manipulación de las estadísticas demográficas de una lengua transfronteriza amenazada es algo corriente. Es interesante ver que ciertos países no tienen en cuenta de manera justa a la población o a un grupo lingüístico diferente y lo borran del destino nacional. El tibetano ha dejado de existir oficialmente en China al haber desaparecido dentro del mandarín. Hoy en día, en el Tibet hay más chinos han que tibetanos de origen (7,5 millones frente a 6 millones). El chino tiene la supremacía porque los han de lengua mandarín constituyen el 91% de la población. Hay pocas probabilidades de que el tibetano sobreviva en su territorio lingüístico actual. Todavía se habla en la Cachemira india.

### Rol de asimilación lingüística
El rol de asimilación lingüística de ciertas lenguas transfronterizas, con frecuencia asimétricas y consideradas importantes por el resto de la población del o de los países concernidos, prosiguen continuadamente extendiéndose en muchos casos en detrimento de otras lenguas menos prestigiosas en la zona o con menor repercusión internacional. Por ejemplo, a principios del siglo XX se produjo en Bélgica un retroceso bastante importante del flamenco occidental en beneficio del francés, seguramente por causa del estatuto internacional de este último idioma.

## Pensando en el futuro
Considerar las lenguas transfronterizas siguiendo las leyes y el posicionamiento de un país o de una nación reconocidos internacionalmente, es la norma en casi todos los casos. Por ejemplo, la lengua lunda pertenece y se relaciona con un área geográfica precisa, que forma parte de tres países, Angola, Zambia y República Democrática del Congo, todos ellos reconocidos internacionalmente, así que esta lengua puede ser analizada desde tres diferentes ópticas. Pero por encima de todo, el lunda pertenece a un territorio lingüístico muy bien definido por la realidad del uso cotidiano de esa lengua. Y generalmente y en forma errónea, no se sigue esta línea natural de análisis, sino que se hace el ejercicio inverso, o sea, se consideran las fronteras actuales entre naciones, y a partir de ellas se categorizan las lenguas y se determinan en particular las lenguas transfronterizas.
Téngase en cuenta que la existencia de una lengua transfronteriza no determina la existencia de un país ni marca parte de las fronteras del mismo, pues las cosas en realidad pasan a la inversa. Una lengua está marcada obviamente por su propia historia lingüístico-cultural pasada, y no tanto por acontecimientos de corte eminentemente político-administrativo de reciente data, impuestos, por ejemplo, por la aplicación de una determinada política colonial y por acuerdos internacionales un tanto arbitrarios y artificiales. Sin embargo, y en cuanto al porvenir o futuro de ciertas lenguas, la consideración de la característica fronteriza está marcando aquellas lenguas que tal vez tienen más probabilidades de sobrevivir.
El futuro de muchas lenguas, y especialmente de las que no pueden considerarse hoy día como internacionales (léase transfronterizas), es bastante incierto. Se estima que en los próximos cien años, y salvo que las políticas lingüísticas actuales cambien de forma radical, desaparecerá muy probablemente el 90 % de las 6700 lenguas que hoy día existen y son utilizadas de forma corriente para la comunicación humana. Así que por "selección natural", se determinará fundamentalmente la supervivencia de las lenguas transfronterizas en la mayoría de los países. Existen algunas herramientas, como, por ejemplo, la "Carta europea de las lenguas regionales o minoritarias", que protegen las lenguas minoritarias por aplicación de la "política lingüística de la Unión Europea" (pensada para contrarrestar el imperialismo lingüístico de las lenguas internacionales; consultar referencias).

## Lista de lenguas en América
Siguen todas las lenguas transfronterizas en el continente americano.

### América del Norte
- Canadá / Estados Unidos: inglés, francés, ojibwa o chipewyan, seneca, mohawk, malécite-passamaquoddy, blackfoot o pie negro, salish y okanagan.
- Canadá / Alaska (Estados Unidos): tanana, hän, iñupiaq, tlingit, tsimshian e inglés.
- Estados Unidos / Rusia: aleutiano y yupik.
- Estados Unidos / México: espanglish, español, kimiai, o’odham, criollo afro-semínola y kikapú.

### América Central
- México / Guatemala: español, kekchi ou q'eqchi', lacandón, ixtatan chuj, jacaltec occidental, mam, tacaneco y tektiteko.
- México / Belice: español y maya de Yucatán.
- Belice / Guatemala: español, garífuna y kekchi.
- Haití / República Dominicana: criollo haitiano.
- San Martín (Saint-Martin o Sint-Maarten): inglés (ocasionalmente francés, neerlandés, y papiamentu).
- Guatemala / Honduras: español, garífuna, pipil y culbuco achi.
- Honduras / El Salvador: español, lenca y náhuat.
- Guatemala / El Salvador y Costa Rica / Nicaragua: español.
- Nicaragua / Honduras: español y miskito.
- Costa Rica / Panamá: español, bribri y ngabere.
- Panamá / Colombia: español, emberá catio, kuna y emberá del norte.

### América del Sur

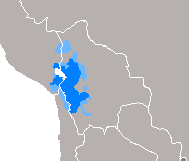
La lengua aimara entre Chile, Bolivia y Perú.

- Colombia / Venezuela: español, wayuu, japreria, yukpa, motilon, tunebo central, playero, cuiba, guahibo ou sikuani, puinave, curripaco y piapoco.
- Colombia / Ecuador: español, awa pit, cofán, quichua nopan, siona y huitoto.
- Colombia / Perú: español, witoto murui, inga, resigaro, yagua, ticuna, witoto nipode, witoto minica y bora.
- Venezuela / Guyana: warao, akawaio, pemon y arawak.
- Guyana / Surinam: arawak.
- Surinam / Guayana francesa: wayana, ndyuka y carib kaliña.
- Brasil / Guayana francesa: palikur, portugués, emérillon, karipúna y wayampi.
- Brasil / Surinam: portugués y sikiana.
- Brasil / Guyana: portugués, akawaio, patamona, wapishana y macushi.
- Brasil / Venezuela: pemon, ninam, arutani, yanomami y nhengatu.
- Brasil / Colombia: curripaco, cubeo, guanano, tariana, tucano, macuna, waimaha, yuhup, ticuna y huitoto.
- Brasil / Perú: matses, pisabo, yaminahua, asheninca ucayali yurua, amahuaca, culina, sharahua y cashinahua.
- Brasil / Bolivia: portugués, yaminahua, pakaasnovos, purubora, chamacoco, sakirabia y chiquitano.
- Perú / Ecuador: español, shuar, achuar shiwiar, quichua pastaza, zaparo, quechua napo y secoya.
- Perú / Chile: español y aimara.
- Perú / Bolivia: español, aimara central, quechua norte boliviano, ese 'ejja y yaminahua.
- Chile / Bolivia: español, aimara central y quechua sur boliviano.
- Argentina / Chile: español, aimara central, huilliche, mapudungun y quechua Jujuy.
- Bolivia / Argentina: español, wichi lhamtes nocten, quechua jujuy y chorote Iyo'wujwa.
- Argentina / Paraguay: español, guaraní paraguayo, wichi lhamtes nocten, chorote Iyo'wujwa, toba, kaiwá y guaraní mbya.
- Argentina / Brasil: kaiwa, español y guaraní mbya.
- Brasil / Uruguay: portugués y guaraní mbya.
- Argentina / Uruguay: español.
- Brasil / Paraguay: portugués, Ava-guaraní ou chiripá, kaiwá, guarani paraguayen, chamacoco, toba mascoy, guana y pai tavytera.